# وسترنو
وسترنو (به ایتالیایی: Vestreno) یک کومونه در ایتالیا است که در استان لکو واقع شده‌است.

## خصوصیات
وسترنو ۲٫۷ کیلومترمربع مساحت و ۲۹۶ نفر جمعیت دارد.